# Nysson tridens
Nysson tridens är en stekelart som beskrevs av Carl Eduard Adolph Gerstäcker 1867. Nysson tridens ingår i släktet Nysson, och familjen Crabronidae. Enligt den svenska rödlistan är arten nära hotad i Sverige. Arten förekommer i Götaland. Artens livsmiljö är jordbrukslandskap, havsstränder, stadsmiljö.